# Boinazo

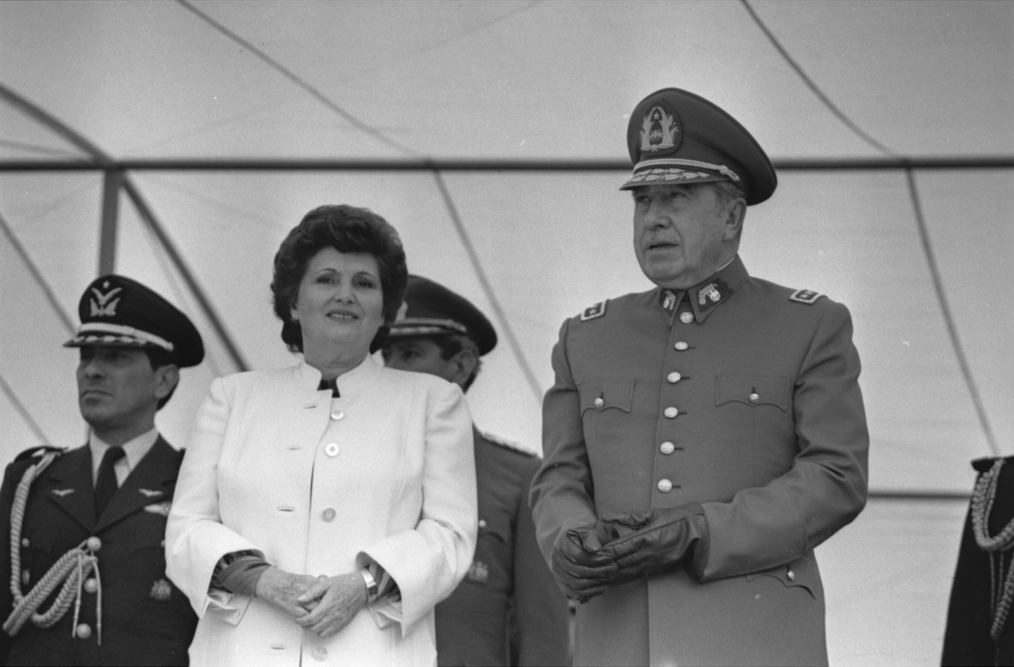
Lucía Hiriart e Augusto Pinochet, pais de Augusto Pinochet Hiriart.

O boinazo foi um incidente ocorrido no Chile na sexta-feira, 28 de maio de 1993, durante o governo do presidente Patricio Aylwin, onde comandos do Exército do Chile comandados por Augusto Pinochet se reuniram nas proximidades do Palácio de La Moneda armados e em trajes militares de combate.
O evento foi chamado de «boinazo» por causa das boinas negras usadas pelos soldados reunidos.

## Antecedentes
Poucos dias antes do boinazo, o jornal chileno La Nación publicou uma matéria com a manchete «Reabren caso cheques del hijo de Pinochet», aludindo ao caso dos pinocheques, que já havia sido postergado em 1990 por pressão prévia de Pinochet pai e do Exército, no que ficou conhecido como «ejercicio de enlace», ocorrido em 19 de dezembro daquele ano.

## Evento
Pinochet pai iniciou então uma nova pressão para encerrar o caso, desta vez mais explícita, reunindo-se no Edifício das Forças Armadas, situado a cerca de 200 metros do Palácio de La Moneda, com oficiais do Exército escoltados por soldados armados e vestidos com trajes de combate, cujas boinas negras tornariam o evento conhecido como «el boinazo».

## Consequências
Como resultado deste evento, e dado que a democracia havia se estabelecido recentemente, Aylwin foi novamente forçado a ceder.
O caso dos pinocheques foi definitivamente encerrado durante o governo de Eduardo Frei Ruiz-Tagle (1994-2000), que aludiu a razão de Estado como resultado de novas pressões dos oficiais do Exército em 1995, que desta vez, vestidos em trajes civis, realizaram um “piquenique” nos arredores da Prisão Punta Peuco, onde cumpriam penas militares por violações dos direitos humanos.